# Rejsjön
Rejsjön är en sjö i Rättviks kommun i Dalarna och ingår i Dalälvens huvudavrinningsområde. Sjön har en area på 0,129 kvadratkilometer och ligger 251 meter över havet. Sjön avvattnas av vattendraget Rejån.

## Delavrinningsområde
Rejsjön ingår i det delavrinningsområde (676147-145610) som SMHI kallar för Ovan Lissbäck. Medelhöjden är 290 meter över havet och ytan är 20,03 kvadratkilometer. Det finns inga avrinningsområden uppströms utan avrinningsområdet är högsta punkten. Rejån som avvattnar avrinningsområdet har biflödesordning 3, vilket innebär att vattnet flödar genom totalt 3 vattendrag innan det når havet efter 302 kilometer. Avrinningsområdet består mestadels av skog (76 procent). Avrinningsområdet har 0,13 kvadratkilometer vattenytor vilket ger det en sjöprocent på 0,6 procent.